# The European Society for History of Law

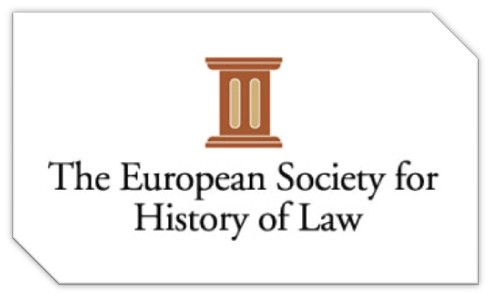
The European Society for History of Law

The European Society for History of Law 2009-ben alapított, tudományos, illetve bírói, ügyészi, ügyvédi, vagy közigazgatási területen dolgozó tagokkal működő, brünni székhelyű (Csehország) egyesület.  
A European Society for History of Law fő feladata a jogtörténeti, római jogi és a különböző európai országok jogi gondolkodását érintő kutatások támogatása, a következő témakörökben:
- jogrendszerek és jogintézmények
- jogi struktúrák
- a jogtörténet, a jogtudomány és a jogi gondolkodás jelentős személyiségei
- római jog
- a jogi gondolkodás története

A European Society for History of Law tagjai számára konferenciákat, előadásokat, szemináriumokat, kirándulásokat és találkozókat szervez. A társaság európai jogtörténészek számára az angol és német nyelven megjelenő, recenzált Journal on European History of Law (ISSN 2042-6402) folyóirat kiadásával lehetőséget nyújt tudományos eredményeik széles körű bemutatására.  

## Hivatalos weboldalak
- Hivatalos weboldalak (német, angol, cseh, héber, orosz)